# Бухани (Арад)
Бухани (рум. Buhani) насеље је у Румунији у округу Арад у општини Дезна. Oпштина се налази на надморској висини од 181 m.

## Прошлост
Године 1846. место "Бохани" је село са 341 становником. Православна парохија је основана 1751. године. Најстарије црквене матице су оне крштених из 1779. године. Месни парох је поп Мојса Кришан.

## Становништво
Према подацима из 2002. године у насељу је живело 207 становника, од којих су сви румунске националности.